# Ebru Timtik
Ebru Timtik (1978 – 27. August 2020 in Bakırköy, Istanbul) war eine türkische Rechtsanwältin und Menschenrechtsaktivistin. Sie starb am 238. Tag ihres Hungerstreiks im Kampf um ein gerechtes Gerichtsverfahren.
Sie war im März 2019 mit Terrorismus-Vorwürfen, laut Angaben der PKK-nahen Firatnews Agency jedoch ohne Beweise, zu 13 Jahren und 6 Monaten Haft verurteilt worden.

## Leben und Werk
Timtik zählte zu den insgesamt 18 türkischen Anwälten, die im März 2019 wegen angeblicher Mitgliedschaft in einer terroristischen Organisation zu langen Haftstrafen verurteilt wurden. Ein Istanbuler Gericht hatte sie zu 13½ Jahren Haft verurteilt. Ihr und ihren Kollegen wurden Verbindungen zur linksextremen Terrororganisation Revolutionäre Volksbefreiungspartei-Front zur Last gelegt. Die Anwälte vertraten alle häufig Oppositionelle. Insgesamt wurden die 18 Anwälte zu 159 Jahren Haft verurteilt. Am 2. Januar 2020 trat Ebru Timtik in den Hungerstreik. Sie wollte ein faires Verfahren erzwingen.
Am 30. Juli 2020 wurden Ebru Timtik und der zu 10 Jahren Haft verurteilte Anwalt Aytaç Ünsal zwangsweise hospitalisiert. Ünsal war 31 Tage nach seiner Kollegin in den Hungerstreik getreten. Die Anwältin wurde in das Krankenhaus Sadi Konuk eingeliefert, ihr Kollege in das Krankenhaus Kanuni Sultan Süleyman. Beide Spitäler befinden sich in Istanbul. Das Gericht hatte die Freilassung der politischen Gefangenen abgelehnt, obwohl ein forensisches Gutachten zum Schluss gelangt war, die Gefangenen seien nicht haftfähig. Der kritische Zustand der beiden Häftlinge war den Behörden bekannt. Noch wenige Tage vor ihrem Tod hatten mehrere Juristenvereinigungen die Freilassung der beiden Menschenrechtsanwälte gefordert. Freunde berichteten, die Anwältin habe nur noch 30 Kilogramm gewogen und nur Zuckerwasser, Kräutertee und Vitamine zu sich genommen.
Timtik starb am 27. August 2020. Menschenrechtsaktivisten und NGOs weltweit reagierten mit Betroffenheit und Empörung. Die EU-Kommission verlangte von der Türkei sofortige Fortschritte bei Rechtsstaatlichkeit und beim Schutz der Grundrechte. Ihre Anwaltskanzlei sprach von einem „Märtyrertod“.